# 낸시 윈 볼턴

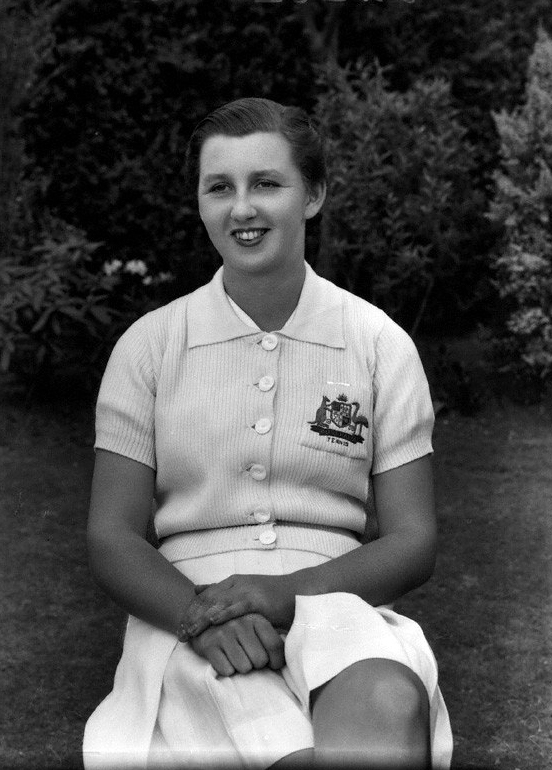

낸시 윈 볼턴(Nancye Wynne Bolton, 1916년 12월 2일~2001년 11월 9일)은 오스트레일리아의 여자 테니스 선수이다. 그녀는 호주 챔피언십 여자 단식에서 6회 우승하여 마가렛 코트의 이 대회 여자 단식 11회 우승 다음으로 많은 우승을 기록하였다. 단식 및 복식, 혼합복식을 모두 합하여서는 호주 오픈에서 총 20회 우승하였으며, 이 또한 마가렛 코트의 21회 우승 다음으로 많은 기록이다.
데일리 텔레그래프와 데일리 메일의 월리스 마이어스(Wallis Myers)와 존 올리프(John Oliff)에 따르면 볼턴은 1938, 1947, 1948년에 세계 랭킹 10위권에 속했으며, 1947년 및 1948년에는 개인 최고 기록인 세계 랭킹 4위까지 오르기도 했다. 아메리칸 론 테니스 지의 네드 포터에 의하면, 볼턴은 1947년 루이스 브로프 클랩 다음으로 세계 랭킹 2위를 기록했다.
볼턴은 2006년 국제 테니스 명예의 전당에 헌액되었다.

## 그랜드 슬램 단식 성적 연대표
| 대회            | 1935  | 1936   | 1937  | 1938   | 1939  | 1940   | 1941 - 1944 | 1945   | 19461 | 19471 | 1948  | 1949   | 1950  | 1951  | 1952  | 통산 우승률 |
| --------------- | ----- | ------ | ----- | ------ | ----- | ------ | ----------- | ------ | ----- | ----- | ----- | ------ | ----- | ----- | ----- | ----------- |
| 호주 챔피언십   | 2R    | 준우승 | 우승  | 4강    | 2R    | 우승   | 미개최      | 미개최 | 우승  | 우승  | 우승  | 준우승 | 4강   | 우승  | 4강   | 6 / 13      |
| 프랑스 챔피언십 | 불참  | 불참   | 불참  | 3R     | 불참  | 미개최 | R           | 불참   | 불참  | 불참  | 불참  | 불참   | 불참  | 불참  | 불참  | 0 / 1       |
| 윔블던          | 불참  | 불참   | 불참  | 4R     | 불참  | 미개최 | 미개최      | 미개최 | 불참  | QF    | 불참  | 불참   | 불참  | 3R    | 불참  | 0 / 3       |
| U.S. 챔피언십   | 불참  | 불참   | 불참  | 준우승 | 불참  | 불참   | 불참        | 불참   | 불참  | 4강   | 불참  | 불참   | 불참  | 불참  | 불참  | 0 / 2       |
| 우승률          | 0 / 1 | 0 / 1  | 1 / 1 | 0 / 4  | 0 / 1 | 1 / 1  | 0 / 0       | 0 / 0  | 1 / 1 | 1 / 3 | 1 / 1 | 0 / 1  | 0 / 1 | 1 / 2 | 0 / 1 | 6 / 19      |

- 우승률: 우승 회수 / 대회 참가 회수
- R: 프랑스 내국인만 참가할 수 있는 대회로 진행되었으며, 독일군 점령 하에 개최되었음.
- 1 1946년 및 1947년에는 프랑스 챔피언십이 윔블던 다음으로 열렸다.